# Mandwa
Mandwa o Mandva fou un petit estat tributari protegit a l'agència de Rewa Kantha, del grup de Sankheda Mehwas, a la presidència de Bombai. La superfície era de 43 km² i estava format per setze pobles. Els ingressos estimats el 1881 eran de 3.500 rúpies i pagava un tribut de 196 rúpies al Gaikwar de Baroda. Els governants eren rajputs chauhans amb títol de maharana. El 13 de setembre de 1890 va pujar al tron Jit Singhji al qual, en morir el 8 de gener de 1915, va succeir Khushal Singhji que fou el darrer maharana amb poders; va accedir a l'Índia el 1948.